# Tour d'Estrepouy
La tour d’Estrepouy est une salle des XIIIe et XIVe siècles, située au hameau d’Estrepouy dans la commune de Gazaupouy (Gers), en région Occitanie. Les documents anciens portent parfois la graphie Estrépouy, conformément à la prononciation locale. 

## Situation
La tour se trouve au hameau d’Estrepouy, sur la D 931, à 3 km environ au nord-nord-ouest de Gazaupouy.

## Histoire
La tour a été élevée à la fin du XIIIe siècle ou au début du XIVe, après la signature du traité d’Amiens (1279) qui donnait l’Agenais aux Anglais. Cependant, l’hypothèse de Philippe Lauzun selon laquelle ce type de construction aurait constitué une sorte de ligne de front a été contestée par les historiens modernes comme Jacques Gardelles. Une enceinte fortifiée existait probablement auparavant. Une enceinte a vraisemblablement existé ensuite, comme pour la plupart des tours-salles, mais pas d’ensemble castral qui justifierait l’appellation de donjon, parfois donnée à cette tour. Des modifications ont été apportées aux siècles suivants dans les ouvertures et la création d’un tourelle d’angle pour un escalier.
La tour a été classée monument historique par arrêté du 23 novembre 1982.

## Architecture
Le plan de la tour est un quadrilatère de 10 mètres sur 14, pour une hauteur d’environ 15 mètres. Il se compose de 4 étages, le dernier sous combles constituait l’étage d’habitation. Une tourelle circulaire en encorbellement sur un angle, rajoutée au XVIe siècle, contient un escalier à vis qui va du deuxième étage au chemin de ronde. Une rangée de trous de boulins semble indiquer qu’il n’y avait pas de mâchicoulis, mais des hourds.